# Santalha
Santalha é uma povoação portuguesa sede da Freguesia de Santalha do Município de Vinhais, freguesia com 27,67 km² de área e 188 habitantes (censo de 2021), tendo, por isso, uma densidade populacional de 6,8 hab./km².
Santanha situa-se a cerca de 15 km de Vinhais. As freguesias mais próximas são Tuizelo, Pinheiro Novo, Vilar Seco de Lomba, Quirás, Edral e Montouto.

## Demografia
A população registada nos censos foi:
| Distribuição da População por Grupos Etários | Distribuição da População por Grupos Etários | Distribuição da População por Grupos Etários | Distribuição da População por Grupos Etários | Distribuição da População por Grupos Etários |
| -------------------------------------------- | -------------------------------------------- | -------------------------------------------- | -------------------------------------------- | -------------------------------------------- |
| Ano                                          | 0-14 Anos                                    | 15-24 Anos                                   | 25-64 Anos                                   | > 65 Anos                                    |
| 2001                                         | 22                                           | 29                                           | 145                                          | 116                                          |
| 2011                                         | 11                                           | 13                                           | 107                                          | 123                                          |
| 2021                                         | 10                                           | 4                                            | 71                                           | 103                                          |

## História
É uma povoação de origem medieval, pois ainda hoje se podem encontrar vestígios dessa época. Já nas Inquirições de D. Afonso III de 1258 se faz referência à paróquia de Santalha ou de Santa Eulália de Santalha. Foi-lhe atribuído foral pelo rei D. Dinis em 1311 e 1324. Em 1512 foi-lhe atribuído um terceiro foral, por D. Manuel I.
Foi vila e sede de concelho entre 1836 e 1853. Este era constituído pelas freguesias de Edral e Frades, Moimenta, Pinheiro Novo e Pinheiro Velho, Santalha e Seixas, São Jomil, Vilar e Tuizelo. Em 1849 tinha 3 677 habitantes. Em 1853 deixou de ser sede de concelho, passando desde então a pertencer ao (atual município) de Vinhais.
Em tempos não muito longínquos, Santalha chegou a ser um centro de comércio relativamente importante, pois era aqui que as aldeias da Lomba vinham abastecer-se e vender os seus produtos.

## Património

### Arquitetónico
Igrejas
- Igreja Matriz de Santalha
- A Igreja Paroquial de Santalha foi reconstruída ao longo dos anos, sobre a primitiva da época medieval. A última reconstrução foi na primeira metade do século XVII, como se pode ver pelos vários dados existentes na mesma, a pia baptismal é medieval, o altar-mor em talha dourada, do século XVIII e as portas laterais são do século XVII. É um templo de uma só nave de construção simples.
- Igreja de São Clemente - Localiza-se na localidade de Seixas.
- Igreja Nova - Localiza-se na localidade de Penso.

Capelas
- Capela de São Marçal – Na localidade de Penso.
- Capela de Santa Margarida – Na localidade de Contim.

Pontes
- Ponte Romana - Sobre o Rio Rabaçal, situada entre as localidades de Santalha e Gestosa. Tem tabuleiro horizontal  com uma largura máxima de c. de 4,7 m, assente em dois arcos de volta perfeita, desiguais, sendo maior o da margem esquerda. Apresenta, a montante e a jusante, um talha-mar alto, triangular, implantado no espaço entre os arcos. Tem pavimento lajeado e guardas de alvenaria de xisto, de remate em aresta e aberturas na base, para escoamento de águas, conduzindo a gárgulas colocadas no paramento exterior.
- Ponte Antiga - Sobre o rio Assureira.

Nichos
- Existem três que se localizam nas principias entradas e saídas na povoação de Santalha
- Um na povoação de Seixas.

Outros
- Fonte do Ferro – Consiste numa fonte muito antiga, que se situa na povoação de Santalha.
- Moinhos comunitários
- Lavadouros comunitários
- Fornos Comunitários - Existem em todas as povoações da freguesia.
- Pombais - Construídos em forma de ferradura ou arredondada, devido aos predadores. As paredes são de xisto da região e de barro, com uma espessura de 65 cm a 1 m. O isolamento térmico do barro faz com que dentro do pombal se mantenha uma temperatura estável. Caídos de branco, para atrair a atenção das pombas.

### Arqueológico
- Castelo - Situado a sul da freguesia de Santalha, é um povoado fortificado de grandes dimensões, situado numa encosta do regato da Vergadela. A área é muralhada em forma de losango, num dos vértices ainda é possível verificar-se que ali existiu um torreão, embora o estado de conservação não ser bom e não garanta certeza. Na parte Nordeste a muralha tem bastante inclinação na encosta, onde se pode verificar uma interrupção, o que leva a concluir, que ali existiu uma das entradas antigas do castelo. No interior, o povoado está separado em dois, na parte Norte existe uma imensa e alta acrópole rochosa, dificultando o acesso, o que mostra a forma de sistema defensivo. Todas as indicações dão a entender que se trata de um povoado da Idade do Ferro.
- Castelo de Seixão - Pequeno povoado fortificado, situado numa ponta rochosa na parte Sul de uma planície de vasta altitude, o que consistia numa boa defesa. Só a parte Norte foi muralhada, os restantes lados eram delimitados por rochas naturais onde existe uma pequena plataforma. Este povoado é de período indefinido, tanto pode ser da Pré-História recente, como da Idade do Ferro.
- Covas ou Fornos dos Mouros - Situadas no Alto da Escaladinha, na margem esquerda do rio Rabaçal, numa vasta colina de xisto, foi descoberta uma das várias galerias mineiras. A galeria da mina é um labirinto com vários dezenas de metros. Esta galeria, de época incerta, pode fazer parte de um antigo campo mineiro, cuja exploração seria de ouro.
- Santa Locaia - Situa-se a Sul da povoação de Santalha numa colina de suave inclinação. A população diz que existem no local ruínas de uma capela medieval dedicada a Santa Leocádia, que o povo alterou para Locaia. Junto das ruínas de um muro da parte Norte, foi encontrada e logo arruinada uma sepultura antropomórfica escavada no xisto e tapada por pequenas lajes de lousa preta, diz-se que o crânio ainda ali permanecia.

### Natural
- Miradouro do Castelo Seixão – Miradouro natural, donde se vislumbra uma vasta paisagem, tais como várias áreas de Espanha, e áreas dos municípios de Chaves, Valpaços, Mirandela, Macedo de Cavaleiros e Bragança.
- Praia Fluvial - Na Ponte Nova.
- Praia Natural - No Porto das Amoreiras.

## Festas
- Festa do Corpo de Deus - Conforme calendário litúrgico, em Santalha.
- Festa de N. Sra. do Rosário - 13 de agosto, em Santalha.
- Festas de Santo António - 13 de junho em Seixas.
- Festa São Marçal - 30 de junho, em Penso.
- Festa Santa Margarida - 20 de agosto, em Contim.